# Święty Piotr (obraz El Greca z 1607)
Święty Piotr – obraz hiszpańskiego malarza pochodzenia greckiego Dominikosa Theotokopulosa, znanego jako El Greco.
El Greco wykonał trzy serie trzynastu obrazów pod wspólną nazwą Apostołowie, zwane również jako seria apostołów Henkego, seria apostołów Almadrones i seria apostołów San Feliza oraz dwie niezachowane w całości serie apostołów z katedry w Toledo i z Museo del Greco oraz kilka pojedynczych portretów apostołów. W pierwszych trzech wersjach postacie zostały przedstawione od połowy w górę, w dwóch kolejnych w trzech czwartych postaci.

## Opis obrazu
Portret św. Piotra należy do grupy pojedynczych portretów apostołów i w całości został wykonany przez El Greca. Piotr ukazany jest od połowy, w niebiesko-żółtych szatach. Ma twarz starca o niezwykle wyrazistych oczach i głębokim spojrzeniu. W lewej dłoni dzierży parę kluczy do królestwa niebieskiego. El Greco koncentruje się głównie na podkreśleniu, od strony technicznej, kontrastu pomiędzy bardzo dokładnie przedstawionymi detalami twarzy a swobodnymi pociągnięciami pędzla tworzącymi okrywające Piotra szaty.

## Proweniencja
Obraz od 1920 roku zmieniał kilkakrotnie właściciela. Pierwotnie znajdował się m.in. w prywatnej kolekcji Paula Bottenwiesera Sammlunga z Berlina, następnie w August Berg Collection, San Francisco (1920), Newhouse Galleries w Nowym Jorku (1949), Stanley Moss Collection (1983-1994) i na koniec od 1994 roku w Galerii Narodowej w Atenach.

## Inne wersje
- Piotr Apostoł – (1603-08), 36 × 26 cm, kolekcja nieznana; wersja z serii z Arteche